# Лецбойрен
Лецбойрен (нім. Lötzbeuren) — громада в Німеччині, розташована в землі Рейнланд-Пфальц. Входить до складу району Бернкастель-Віттліх. Складова частина об'єднання громад Трабен-Трарбах.
Площа — 10,20 км2. Населення становить 460 ос. (станом на 31 грудня 2020).